# باورم کن (ترانه فورت ماینر)
باورم کن (به انگلیسی: Believe Me) یک ترانه از فورت ماینر است. ترانه توسط مایک شینودا که بیشتر به خاطر لینکین پارک شناخته می‌شود، تهیه شده‌است.

## پخش
ترانه در دو نسخه منتشر شد؛ نخستین‌بار در تاریخ ۱۵ نوامبر ۲۰۰۵، و دومین بار هم در ۲۲ نوامبر ۲۰۰۵. اکنون ترانه به صورت دانلود دیجیتالی و سی‌دی تک در دسترس است.

## جدول‌های موسیقی

### جدول‌های هفتگی
| جدول (۲۰۰۵–۲۰۰۶)                  | بهترین جایگاه |
| --------------------------------- | ------------- |
| استرالیا (ای‌آرآی‌ای)               | ۴۳            |
| استرالین اربان (ای‌آرآی‌ای)         | ۱۳            |
| اتریش (او۳ تاپ ۴۰ اتریش)          | ۴۷            |
| بلژیک (اولتراتیپ والونی)          | ۵             |
| کشورهای مستقل همسود (تاپ‌هیت)      | ۲۲            |
| جمهوری چک (رادیو – تاپ ۱۰۰)       | ۳۵            |
| اروپا (۱۰۰ تک‌آهنگ داغ اروپا)      | ۹۰            |
| فنلاند (جدول‌های رسمی فنلاند)      | ۵             |
| آلمان (جدول‌های رسمی آلمان)        | ۲۹            |
| هلند (۱۰۰ تک‌آهنگ برتر)            | ۵۸            |
| اسلواکی (رادیو – ۱۰۰ آهنگ برتر)   | ۸۱            |
| تک‌آهنگ‌های بریتانیا (اوسی‌سی)       | ۹۲            |
| آراندبی/هیپ هاپ بریتانیا (اوسی‌سی) | ۱۲            |

### جدول‌های پایان سال
| جدول (۲۰۰۶)     | جایگاه |
| --------------- | ------ |
| سی‌آی‌اس (تاپ‌هیت) | ۷۱     |

## تاریخچه انتشار
| منطقه    | تاریخ          | فرمت(ها) | ناشر(ها)               | م.     |
| -------- | -------------- | -------- | ---------------------- | ------ |
| استرالیا | ۱۴ نوامبر ۲۰۰۵ | سی‌دی     | وارنر موزیک استرالیا   | [ ۱۶ ] |
| بریتانیا | ۱۴ نوامبر ۲۰۰۵ | سی‌دی     | مشین شاپ برادران وارنر | [ ۱۷ ] |